# Двостороннє дзеркало (фільм, 1958)
«Двостороннє дзеркало» (фр. Le Miroir à deux faces) — французький драматичний фільм 1958 року режисера Андре Каятта, який написав сценарій разом із Жераром Урі, Жаном Мекертом та Дені Перре. Фільм був вільно перероблений у США під назвою «Дзеркало має два обличчя» (The Mirror Has Two Faces, 1996) за адаптацією Річарда Лагравенеза з Барброю Стрейзанд та Джеффом Бріджесом у головних ролях.

## Сюжет
Шкільний вчитель математики середніх літ П'єр Тардіве (Бурвіль) вирішує, що йому вже пора одружитися, тому подає до газети оголошення про свої наміри. Там він підкреслює, що зовнішність майбутньої дружини для нього значення не має. Коли до нього починають надходити фотографії жінок, він відкидає тих претенденток, які на його думку є занадто гарними. Його обраницею стає Марі-Жозе Возанж (Мішель Морган), дама середнього віку, скромна та вихована, але яка поступається красою та розкутістю своїй сестрі. Починається розмірене сімейне життя, та воно кардинально змінюється після дорожньої пригоди, внаслідок якої герой попадає до лікарні …

## Ролі виконують
- Мішель Морган — Марі-Жозе Возанж
- Бурвіль — П'єр Тардіве
- Іван Десни[sv] — Жерер Дур'є
- Жерар Урі — лікар Боск
- Сандра Міло — Аріана
- П'єр Бріс — Жак

## Навколо фільму
- Фільм «Miroir à deux faces» англійською називався «The Mirror Has Two Faces» (Дзеркало має два обличчя), але це не дослівний переклад; у французькій назві слово à означає («з»), а не a («має»), і тому його краще перекладати як «Two-Sided Mirror» (Двостороннє дзеркало).